# Каспарс Горкшс
Каспарс Горкшс (латис. Kaspars Gorkšs, нар. 6 листопада 1981, Рига) — латвійський футболіст, захисник клубу «Редінг».
Насамперед відомий виступами за клуб «Квінс Парк Рейнджерс», а також національну збірну Латвії.
Чемпіон Латвії.

## Клубна кар'єра
У дорослому футболі дебютував 1999 року виступами за команду клубу «Ауда», в якій провів три сезони, взявши участь у 77 матчах чемпіонату.
Згодом з 2003 по 2008 рік грав у складі команд клубів «Естерс», «Ассиріска ФФ», «Вентспілс» та «Блекпул». Протягом цих років виборов титул чемпіона Латвії.
Своєю грою за останню команду привернув увагу представників тренерського штабу клубу «Квінс Парк Рейнджерс», до складу якого приєднався 2008 року. Відіграв за лондонську команду наступні три сезони своєї ігрової кар'єри. Більшість часу, проведеного у складі «Квінс Парк Рейнджерс», був основним гравцем захисту команди.
До складу клубу «Редінг» приєднався 2011 року. Наразі встиг відіграти за клуб з Редінга 42 матчі в національному чемпіонаті.

## Виступи за збірну
У 2005 році дебютував в офіційних матчах у складі національної збірної Латвії. Наразі провів у формі головної команди країни 44 матчі, забивши 5 голів.

## Титули і досягнення

### Командні
- Чемпіон Латвії (1):

«Вентспілс»: 2006

### Особисті
- Футболіст року в Латвії: 2009, 2010